# Homosocialidad
En sociología el término homosocialidad describe la preferencia personal por socializar con personas del mismo sexo, manifestada en relaciones como la amistad, la mentoría o de otras clases, excluyendo las relaciones románticas o de naturaleza sexual. Los investigadores que emplean este concepto principalmente lo hacen explicando que los hombres, mediante la homosocialidad, mantienen una posición de dominio de los hombres en la sociedad.
Popularizado por la académica estadounidense Eve Kosofsky Sedgwick, en su ensayo de 1985 Between Men: English Literature and Male Homosocial Desire, Sedgwick usó el término para distinguirlo de "homosexual" y para connotar una forma de vinculación masculina a menudo acompañada de miedo u odio a la homosexualidad. La profesora Jean Lipman-Blumen había definido anteriormente, en 1976, la homosocialidad como una preferencia social más que de cariz sexual por miembros del mismo sexo.
El término opuesto, denominado heterosocialidad, es la preferencia por relaciones sociales con personas de distinto sexo.

## Evidencia empírica
En el estudio realizado por Suzanne M. Rose Same- and cross-sex friendships and the psychology of homosociality (1985) se investigó a un grupo de hombres y mujeres, de entre 20 y 28 años de edad, para determinar su valoración sobre las amistades surgidas entre personas del mismo sexo y del sexo opuesto. Los resultados mostraron, tanto en hombres como en mujeres, una preferencia por las relaciones entre personas del mismo sexo. Las conclusiones revelaban que las relaciones entre personas de distinto sexo eran calificadas, por ambos grupos, como "menos útiles" y "menos leales" frente a las amistades surgidas entre personas del mismo sexo. El estudio también concluyó que la formación de amistades era diferente si dichas amistades se creaban entre personas del distinto sexo y entre personas del mismo sexo.
Según la cultura, la familia y las estructuras sociales, se ha descubierto que las preferencias por personas del mismo sexo se desarrollan entre los 3 y los 9 años (LaFreniere, Strayer y Gauthier, 1984; Jacklin y Maccoby, 1978; Harkness y Super, 1985). LaFreniere, Strayer y Gauthier (1984) realizaron un estudio de tres años de duración en el que observaron quince grupos de pares, compuesto por 98 niños y 93 niñas, con edades comprendidas entre 1 y 6 años. Al analizar la segregación sexual en la infancia, los investigadores descubrieron que la segregación aumentaba con la edad y que la mayoría de los niños occidentales mostraban estas preferencias alrededor de los 3 o 4 años. Sin embargo en el estudio realizado por Harkenss & Super (1985) no se encontró que los niños kenianos mostraran preferencia sexual por sus compañeros de juego hasta las edades de 6 a 9 años. Los investigadores observaron a 152 niños kenianos en entornos rurales y descubrieron que este cambio no se producía hasta que aumentaron las expectativas de los padres y los deberes consuetudinarios. "Exactamente cuándo y cómo aparece tal segregación de género, es el producto conjunto del individuo y el nicho construido culturalmente".
Parece que el sesgo social hacia los miembros del mismo sexo puede desarrollarse de forma temprana en los niños. Específicamente los estudios han encontrado que a la temprana edad de 3 o 4 años los niños prefieren miembros de su propio sexo a miembros del sexo opuesto (Bussey & Bandura, 1992). Es decir, las jóvenes favorecen a otras mujeres (niñas y mujeres) sobre los hombres (niños y hombres). Los resultados son idénticos para los niños pequeños. Además, un estudio realizado por Carol Martin (1989) encontró que los niños de 4-5 años de edad expresaban una aversión significativamente mayor por una niña representada como "marimacho" que por un niño representado como "mariquita". En el mismo estudio los niños de 8,5 años expresaron más disgusto por un niño representado como "mariquita". Esta diferencia de edad sugiere que los niños de hasta 4 años prefieren su propio sexo independientemente del comportamiento incongruente de género. Sin embargo, alrededor de los 8 años, los niños comienzan a adherirse y apreciar las expectativas sociales de los hombres, devaluando el comportamiento femenino. También se ha demostrado que los niños de 10 a 12 años prefieren socializar con personas del mismo sexo. Es decir las niñas preferían a las niñas que socializaban con otras niñas y a los niños les gustaban los niños que socializaban con otros niños.

## Orientación sexual
La homosocialidad, por definición, no lleva implícita ni la heterosexualidad ni la homosexualidad. Por ejemplo un hombre heterosexual que prefiere socializar con hombres puede ser considerado un heterosexual homosocial. Las feministas suelen utilizar el término para enfatizar aspectos de la solidaridad entre los hombres. Algunas feministas también identifican un vínculo estrecho entre la homosocialidad femenina, el feminismo y el deseo lésbico. La escritora y feminista estadounidense Audre Lorde afirmó que "la verdadera feminista trata con una conciencia lesbiana, ya sea que alguna vez se acueste con mujeres o no".

## Usos históricos
Homosocialidad es un término que a veces se usa en las investigaciones sobre el mundo exclusivamente masculino de la vida caballeresca en la cultura medieval. También se usa para ocupaciones históricamente mayoritariamente masculinas como ser marino (por ejemplo, el historiador estadounidense Marcus Rediker emplea el término para describir el mundo pirata). Las relaciones homosociales no están obligadas a ser relaciones sexuales. Son, simplemente, interacciones sociales entre personas del mismo sexo. En general se considera que en una sociedad será más habitual encontrar homosocialidad cuanto más polarizados estén los roles de género y sus códigos de conducta sexual sean más restrictivos.
Los entornos predominantemente homosociales incluyen:
- Instituciones educativas de un solo sexo (por ejemplo colegios de hombres y colegios de mujeres)
- Fraternidades y hermandades
- Madrasas
- Monasterios
- Militar (históricamente exclusivamente masculino aunque actualmente se acepten ambos sexos en algunas fuerzas)
- Prisiones
- Yeshivás
- Equipos de clubes deportivos (particularmente orientados a la membresía de un solo sexo o a un deporte practicado solo por hombres o por mujeres)
- Clubes (exclusivamente masculinos o femeninos)

## Estudios

### Teoría feminista
Académicas feministas como Rosabeth Moss Kanter y Heidi Hartmann, entre otras, han enfatizado el papel de la homosocialidad masculina en la perpetuación de patrones percibidos de dominio masculino en el lugar de trabajo. Kanter ha explorado la "reproducción homosocial" metafórica: cómo los hombres intentan reproducir sus relaciones de poder dominantes uniéndose y compartiendo el mismo espacio ocupacional y privilegio con aquellos hombres que se parecen a ellos, aunque "investigaciones posteriores han sugerido algunas revisiones del argumento subyacente de Kanter... [re] 'reproducción homosocial'".
Timothy Laurie ha criticado cómo se usa la "homosocialidad" en la sociología de la masculinidad, señalando que "gran parte de la investigación existente sobre [la homosocialidad] mantiene la premisa de que los hombres buscan de forma innata la identificación y la comunicación con otros hombres. La misteriosa "malepolitik" tiene así privilegio sobre las relaciones de los hombres para feminidad, o las relaciones de la mujer con la masculinidad".
Existen también estudios específicos como los de Karen Gabriel que ha analizado el funcionamiento de la homosocialidad en el contexto de India.

### Homosocialidad - Homosexualidad
La relación entre la homosexualidad y la homosocialidad ha presentado históricamente más controversia para sus estudiosos: "cómo, si es que lo hace, la homosocialidad masculina está conectada con la homosexualidad masculina es una de las preguntas clave planteadas por los estudiosos en el campo".
Eve Kosofsky Sedgwick identifica un continuo entre homosocialidad y homosexualidad, llegando incluso a correlacionar el feminismo y el deseo lésbico. Este enfoque ha sido comparado con el concepto de Adrienne Rich del "continuo lésbico". Al mismo tiempo, Sedgwick "define la homosocialidad masculina como una forma de vinculación masculina con una estructura triangular característica. En este triángulo, los hombres tienen vínculos intensos pero no sexuales con otros hombres, y las mujeres sirven como los conductos a través de los cuales se expresan esos vínculos". El análisis de Sedgwick de "el triángulo amoroso en el que dos hombres parecen estar compitiendo por el amor de una mujer... desarrolla la afirmación de René Girard de que tal triángulo puede disfrazar de rivalidad lo que en realidad es una atracción entre hombres". Girard indicó que "la deriva homosexual esconsecuencia, lógicamente, del hecho de que el modelo/rival es un hombre", produciendo a veces una "preponderancia notablemente mayor del mediador y una obliteración gradual del objeto [femenino]".
Investigaciones del ARCSHS (Australian Research Centre in Sex, Health and Society), entidad adscrita a la Universidad La Trobe, han encontrado que la identificación mutua sobre la actividad heterosexual es a menudo el medio a través del cual se promulga el vínculo homosocial masculino.

## Bromance
En la cultura popular la palabra bromance (acrónimo en inglés de los términos "brother" -hermano- y "romance") se ha empleado recientemente para referirse a un tipo de relación homosocial especialmente intensa, pero todavía carente de componente sexual, que se da entre dos hombres. Bromance es a menudo utilizada en el caso de dos hombres heterosexuales si bien se han dado prominentes casos entre celebridades, uno de los cuales es abiertamente homosexual y el otro no (en cuyo caso se les ha dado la identificación "homomances" o "hobromances"). El término equivalente en el caso de dos mujeres es el término womance.